# Ari-Pekka Liukkonen
Ari-Pekka Liukkonen (né le 9 février 1989 à Pieksämäki) est un nageur finlandais, spécialiste de nage libre.

## Carrière
Il participe aux Jeux olympiques d'été de 2012 sur 50 m nage libre. 
Il obtient la médaille de bronze au 50 m nage libre aux Championnats d'Europe de natation 2014 en portant son record personnel à 21 s 93. C'est la seule médaille finlandaise à ces championnats.
Son club est le Swimming Jyväskylä.

## Vie privée
Le 2 février 2014, Liukkonen est devenu le premier athlète finlandais de premier plan, en activité, à faire son coming out en tant que gay, lors d'une interview à l'YLE, la télévision nationale finlandaise.